# Toque blanche

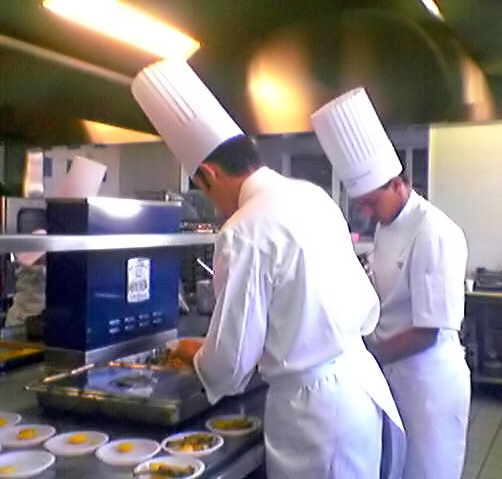
Chef con indosso il cappello da cuoco

La toque blanche, o toque da cuoco, è il tipico cappello da cuoco.
Deriva dal francese toque, al femminile, che anticamente indicava un tipo di cappelli generalmente cilindrici, successivamente indicanti una carica o una professione (ad es. il cappello del giudice) e, prima ancora, indicava le antiche parrucche dei nobili di Spagna e Francia.

È solitamente alto, a pieghe, spesso gonfio in cima, di color bianco, specifico per i cuochi e, in particolare, del capo chef durante l'attività culinaria. È il simbolo per eccellenza della professione e dell'arte culinaria, e cioè parte essenziale dell'abbigliamento tipico del cuoco (vedi storia della cucina).
Le 100 pieghe di un Toque rappresenterebbero la conoscenza di almeno 100 modi di cuocere le uova.

## Origini
Nato principalmente in Francia intorno ai primi dell'Ottocento, diffuso in tutta Europa e poi America, pare sia stato usato per primo dal cuoco Alfred Suzanne, il quale, però, amò soprannominarlo le couvre-chef, indicando con il termine chef  il comandante o direttore di cucina.
Lo stesso Suzanne attribuì però l'idea di questo tipo di cappello al suo contemporaneo, l'illustre cuoco francese Marie-Antoine Carême, in servizio alle cucine di Giorgio IV del Regno Unito. Pare che, nel 1823 Carême vide indossare per la prima volta in cucina una toque un po' floscia, da uno dei suoi aiutanti; fino ad allora infatti, per le attività ai fornelli venivano indossati solo berretti, retine o cuffiette di cotone, o, al massimo, bassi copricapi etnici, che variavano da paese a paese: in Scozia, ad esempio, venivano usate imitazioni in lana del noto berretto scozzese, in Spagna quello dei toreri, in Germania di forma militare, ecc. Già in alcune raffigurazioni europee del XIV secolo i capi-cuochi europei usavano delle berrette in stile toque, con l'aggiunta di una piuma che li distingueva come direttori delle operazioni di cucina.
Carême, le cui opinioni erano ritenute illustri in tutte le cucine delle corti reali europee, diffuse l'idea di usare, in cucina, un cappello toque ma più rigido e alto, solitamente gonfio e con pieghe, tutto ciò per i seguenti motivi: una maggiore aerazione e traspirazione del sudore del cuoio capelluto durante le operazioni ai fornelli, quindi un minor assorbimento degli odori stessi, ma soprattutto alto, per dare un maggior prestigio direttivo dello chef alla brigata di cucina, strutturata proprio come un'organizzazione gerarchica. Decise inoltre di alleggerirlo di spessore, usando cotone sottile e inamidato, oppure tessuto o carta idrofoba, sempre per motivi funzionali, come ad es. non far sudare troppo la testa, ma anche contro le macchie di unto e contro i cattivi odori; fu quindi scelto principalmente di colore bianco, sempre per motivi igienico-sanitari.
Furono interessanti alcune tradizioni successive, che si diffusero in Europa, in merito alle pieghe e alle varie forme del cappello, che individuavano il carattere stesso dello chef. Se il suddetto veniva portato molto gonfio, con le pieghe e leggermente tirato indietro, quasi sempre lo chef era un uomo autoritario e irascibile. Se ancora piegato su un lato della testa, lo chef era ritenuto addirittura uno spaccone, un borioso. Se invece inamidato e ritto sulla punta, il cappello era portato da uno chef solitamente di statura piccola, che tentava di innalzarsi e rendersi superiore rispetto ai collaboratori.

## Leggende
Si narra che l'abitudine di indossare un copricapo in cucina provenga dall'epoca assira, quando i re, per paura di essere avvelenati dai propri cuochi, vollero dare loro un segno distintivo facendogli indossare una sontuosa divisa con un copricapo che assomigliasse a una corona.
Un'altra leggenda racconta che il re Enrico VII  trovando un capello nel piatto, fece tagliare la testa a chi cucinò il piatto e da quel giorno venne imposto di indossare un copricapo per evitare che la faccenda si ripetesse.
Alcune leggende dei paesi balcanici danno l'invenzione del cappello alto nel XIV secolo, usato come travestimento dei cuochi che si dovevano vestire da preti ortodossi per sfuggire alle persecuzioni e rifugiarsi nei monasteri. I preti ortodossi portavano il classico cappello alto, ma di colore nero; i cuochi lo fecero successivamente diventare bianco per distinguere la loro professione. Altre fonti meno certe danno poi l'invenzione del cappello da cuoco già nel 1795, a un certo Maurice Boucher, cuoco alla corte del principe francese Charles Maurice de Talleyrand-Périgord.